# Irena Poznańska
Irena Poznańska (pseud. Irena Oyrzyńska, ur. 10 listopada 1922 w Lublinie, zm. 28 maja 2020 w Warszawie) – polska dziennikarka, redaktorka graficzna czasopism i książek, żołnierz Armii Krajowej, sanitariuszka w Powstaniu Warszawskim.
Córka Ludwika Ostrihansky’ego i Jadwigi Szałwińskiej. W czasie II wojny światowej uczęszczała na konspiracyjne studium malarstwa i uzyskała tytuł zawodowy redaktorki graficznej.
Członkini Stowarzyszenia Dziennikarzy Polskich (1953-1981 i od 1990, m.in. sekretarz zarządu Zespołu Dziennikarzy Seniorów SDP).
Jej mąż, Stanisław Poznański był także dziennikarzem, m.in. zastępcą redaktora naczelnego tygodnika „Stolica”. Wraz z mężem mieszkali na warszawskim Żoliborzu przy ul. Kaniowskiej. Ich synowie to Jacek B. Poznański i Kazimierz Z. Poznański –  profesor ekonomii na University of Washington w Seattle.

## Twórczość
Redaktor graficzny wielu powojennych tytułów prasowych, m.in. „Przeglądu Spółdzielczego” (1948-1949), „Rolnika Spółdzielcy” (1950-1954), tygodnika „Świat” (1951-1969), „Kina” (1966-1975), „Polska Wschód PAI” (1969-1976), „Gazety Prawniczej” (1979-1982), „Przyrody Polskiej” (1983-1989), „Przeglądu Katolickiego” (1989-1994).

## Odznaczenia i wyróżnienia
- Srebrny Krzyż Zasługi (1975)
- Krzyż Partyzancki (1995)
- Krzyż Armii Krajowej (1995)
- Warszawski Krzyż Powstańczy (1995)
- Medal i Dyplom Uznania za 25 lat pracy dziennikarskiej (1978)